# Heudicourt-sous-les-Côtes
Pour les articles homonymes, voir Heudicourt et -sous-les-Côtes.
Heudicourt-sous-les-Côtes est une commune française située dans la région culturelle et historique de Lorraine, dans le département de la Meuse en région Grand Est.

## Géographie
La commune fait partie du parc naturel régional de Lorraine.
| Chaillon                | Chaillon                  | Vigneulles-lès-Hattonchâtel |
| Buxières-sous-les-Côtes | Heudicourt-sous-les-Côtes | Nonsard-Lamarche            |
| Buxières-sous-les-Côtes | Buxières-sous-les-Côtes   | Nonsard-Lamarche            |

Le village et ses abords du lac de Madine.
Ses vergers sont dédiés à la Mirabelle.
Floraison spectaculaire au printemps.

### Hydrographie

#### Réseau hydrographique
La commune est traversée par la ligne de partage des eaux entre les bassins versants du Rhin et de la Meuse au sein du bassin Rhin-Meuse. Elle est drainée par le ruisseau de Burnenaux, le ruisseau Grand Montfaucon et le ruisseau de Criot,.

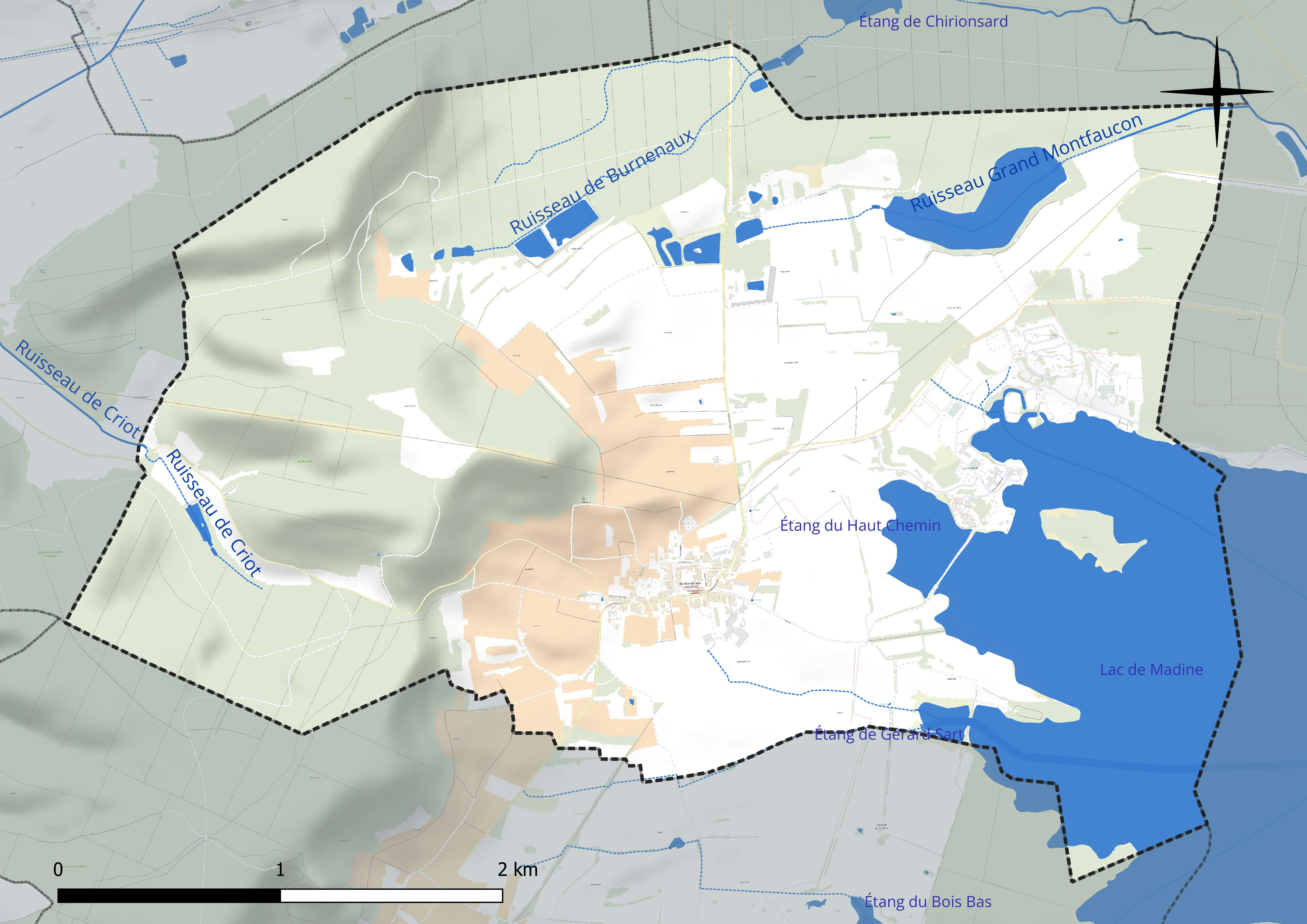
Réseau hydrographique de Heudicourt-sous-les-Côtes.

Quatre plans d'eau complètent le réseau hydrographique : le lac de Madine, d'une superficie totale de 1 007,5 ha (190,5 ha sur la commune), l'étang de Gérard Sart, d'une superficie totale de 3 ha (3 ha sur la commune), l'étang du Grand Monfaucon (17,7 ha) et l'étang du Haut Chemin (12,5 ha),.

#### Gestion et qualité des eaux
Le territoire communal est couvert par le schéma d'aménagement et de gestion des eaux (SAGE) « Rupt de Mad, Esch, Trey ». Ce document de planification concerne les bassins versants du Rupt de Mad, de l’Esch et du Trey. Le périmètre a été arrêté le 2 juin 2014, la commission locale de l'eau (CLE) a été créée le 20 juin 2017, puis modifiée le 26 mars 20210. La structure porteuse de l'élaboration et de la mise en œuvre est le Parc naturel régional de Lorraine.
La qualité des cours d’eau peut être consultée sur un site dédié géré par les agences de l’eau et l’Agence française pour la biodiversité.

### Climat
Pour des articles plus généraux, voir Climat du Grand Est et Climat de la Meuse.
En 2010, le climat de la commune est de type climat des marges montargnardes, selon une étude du Centre national de la recherche scientifique s'appuyant sur une série de données couvrant la période 1971-2000. En 2020, Météo-France publie une typologie des climats de la France métropolitaine dans laquelle la commune est exposée à un climat océanique altéré et est dans la région climatique  Lorraine, plateau de Langres, Morvan, caractérisée par un hiver rude (1,5 °C), des vents modérés et des brouillards fréquents en automne et hiver.
Pour la période 1971-2000, la température annuelle moyenne est de 9,5 °C, avec une amplitude thermique annuelle de 16,5 °C. Le cumul annuel moyen de précipitations est de 898 mm, avec 13 jours de précipitations en janvier et 9,2 jours en juillet. Pour la période 1991-2020, la température moyenne annuelle observée sur la station météorologique de Météo-France la plus proche, « Nonsard », sur la commune de Nonsard-Lamarche à 5 km à vol d'oiseau, est de 10,7 °C et le cumul annuel moyen de précipitations est de 690,8 mm. 
La température maximale relevée sur cette station est de 40,1 °C, atteinte le 25 juillet 2019 ; la température minimale est de −17 °C, atteinte le 1er mars 2005,,.
Les paramètres climatiques de la commune ont été estimés pour le milieu du siècle (2041-2070) selon différents scénarios d'émission de gaz à effet de serre à partir des nouvelles projections climatiques de référence DRIAS-2020. Ils sont consultables sur un site dédié publié par Météo-France en novembre 2022.

## Urbanisme

### Typologie
Au 1er janvier 2024, Heudicourt-sous-les-Côtes est catégorisée commune rurale à habitat dispersé, selon la nouvelle grille communale de densité à sept niveaux définie par l'Insee en 2022.
Elle est située hors unité urbaine et hors attraction des villes,.
La commune, bordée par un plan d’eau intérieur d’une superficie supérieure à 1 000 hectares, le lac de Madine, est également une commune littorale au sens de la loi du 3 janvier 1986, dite loi littoral. Des dispositions spécifiques d’urbanisme s’y appliquent dès lors afin de préserver les espaces naturels, les sites, les paysages et l’équilibre écologique du littoral, tel le principe d'inconstructibilité, en dehors des espaces urbanisés, sur la bande littorale des 100 mètres, ou plus si le plan local d’urbanisme le prévoit.

### Occupation des sols
L'occupation des sols de la commune, telle qu'elle ressort de la base de données européenne d’occupation biophysique des sols Corine Land Cover (CLC), est marquée par l'importance des territoires agricoles (40,3 % en 2018), en augmentation par rapport à 1990 (38,9 %). La répartition détaillée en 2018 est la suivante : 
forêts (39,8 %), prairies (18,4 %), eaux continentales (14,4 %), terres arables (12,8 %), cultures permanentes (9,1 %), espaces verts artificialisés, non agricoles (3,3 %), zones urbanisées (2,2 %). L'évolution de l’occupation des sols de la commune et de ses infrastructures peut être observée sur les différentes représentations cartographiques du territoire : la carte de Cassini (XVIIIe siècle), la carte d'état-major (1820-1866) et les cartes ou photos aériennes de l'IGN pour la période actuelle (1950 à aujourd'hui).

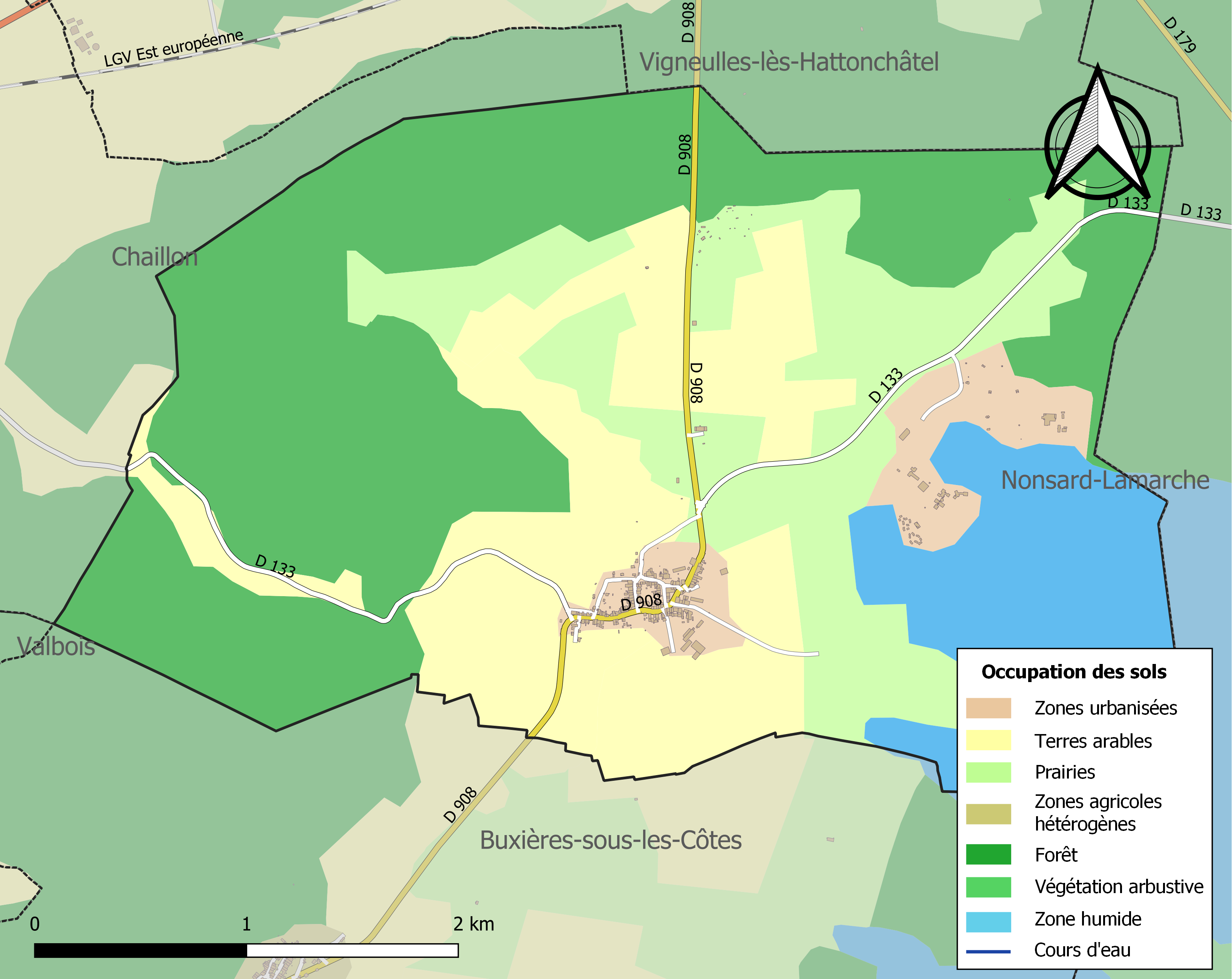
Carte des infrastructures et de l'occupation des sols de la commune en 2018 (CLC).

## Toponymie
Trougnon était l'ancien nom d,Heudicourt-sous-les-Côtes, avant 1737.

Le nom de la localité est attesté sous les formes Tronione (709) ; Tronium (895) ; Ecclesia Troniaci (1078) ; Trunio (1106) ; Trongnognum (1135) ; Le chastel de Trugnon (1240) ; Troignon (1243) ; Troignon et Trognon sorpiere Fontaine (1243) ; Trongnon (1337) ; Trougnons (1337) ; Trougnon (1399) ; Trognon (1558) ; Torvinium (1738) ; Troumognium (1749) ; Heudicourt (1749).

Trognon a pris le nom du marquis d'Heudicourt, originaire de Heudicourt, en 1737.

Heudicourt est situé dans la plaine de la Woevre, aux pieds des côtes de Meuse.

## Histoire
Par lettres de février 1737, les terres de Loupmont, Trougnon, Woinville, Varnéville, Buxières et Buxerulle furent érigées en marquisat par le duc de Lorraine en faveur de Goeuri Sublet, chambellan de Stanislas, cadet des seigneurs d'Heudicourt (en Normandie).

## Politique et administration
| Période                                  | Période  | Identité                                        | Étiquette | Qualité     |
| ---------------------------------------- | -------- | ----------------------------------------------- | --------- | ----------- |
| Les données manquantes sont à compléter. |          |                                                 |           |             |
| mars 2001                                | En cours | Lionel Jacquemin Réélu pour le mandat 2020-2026 |           | Agriculteur |

## Population et société

### Démographie

#### Évolution démographique
L'évolution du nombre d'habitants est connue à travers les recensements de la population effectués dans la commune depuis 1793. Pour les communes de moins de 10 000 habitants, une enquête de recensement portant sur toute la population est réalisée tous les cinq ans, les populations de référence des années intermédiaires étant quant à elles estimées par interpolation ou extrapolation. Pour la commune, le premier recensement exhaustif entrant dans le cadre du nouveau dispositif a été réalisé en 2005.

En 2022, la commune comptait 169 habitants, en évolution de +0,6 % par rapport à 2016 (Meuse : −4,4 %, France hors Mayotte : +2,11 %).
| 1793 | 1800 | 1806 | 1821 | 1831 | 1836 | 1841 | 1846 | 1851 |
| ---- | ---- | ---- | ---- | ---- | ---- | ---- | ---- | ---- |
| 615  | 615  | 704  | 636  | 714  | 749  | 740  | 751  | 763  |

| 1856 | 1861 | 1866 | 1872 | 1876 | 1881 | 1886 | 1891 | 1896 |
| ---- | ---- | ---- | ---- | ---- | ---- | ---- | ---- | ---- |
| 664  | 707  | 689  | 624  | 608  | 600  | 580  | 602  | 567  |

| 1901 | 1906 | 1911 | 1921 | 1926 | 1931 | 1936 | 1946 | 1954 |
| ---- | ---- | ---- | ---- | ---- | ---- | ---- | ---- | ---- |
| 580  | 550  | 477  | 341  | 347  | 284  | 294  | 265  | 230  |

| 1962 | 1968 | 1975 | 1982 | 1990 | 1999 | 2005 | 2006 | 2010 |
| ---- | ---- | ---- | ---- | ---- | ---- | ---- | ---- | ---- |
| 214  | 188  | 249  | 147  | 169  | 188  | 187  | 184  | 182  |

| 2015 | 2020 | 2022 | - | - | - | - | - | - |
| ---- | ---- | ---- | - | - | - | - | - | - |
| 170  | 164  | 169  | - | - | - | - | - | - |

## Culture locale et patrimoine

### Lieux et monuments

#### Édifices religieux
- L'église Saint-Germain-d'Auxerre construite en 1777, restaurée en 1892, détruite au cours de la Première Guerre mondiale puis rebâtie à l'identique dans les années 1920.
- La chapelle Notre-Dame-de-Lourdes, construite en 1894, endommagée au cours de la Seconde Guerre mondiale et restaurée.

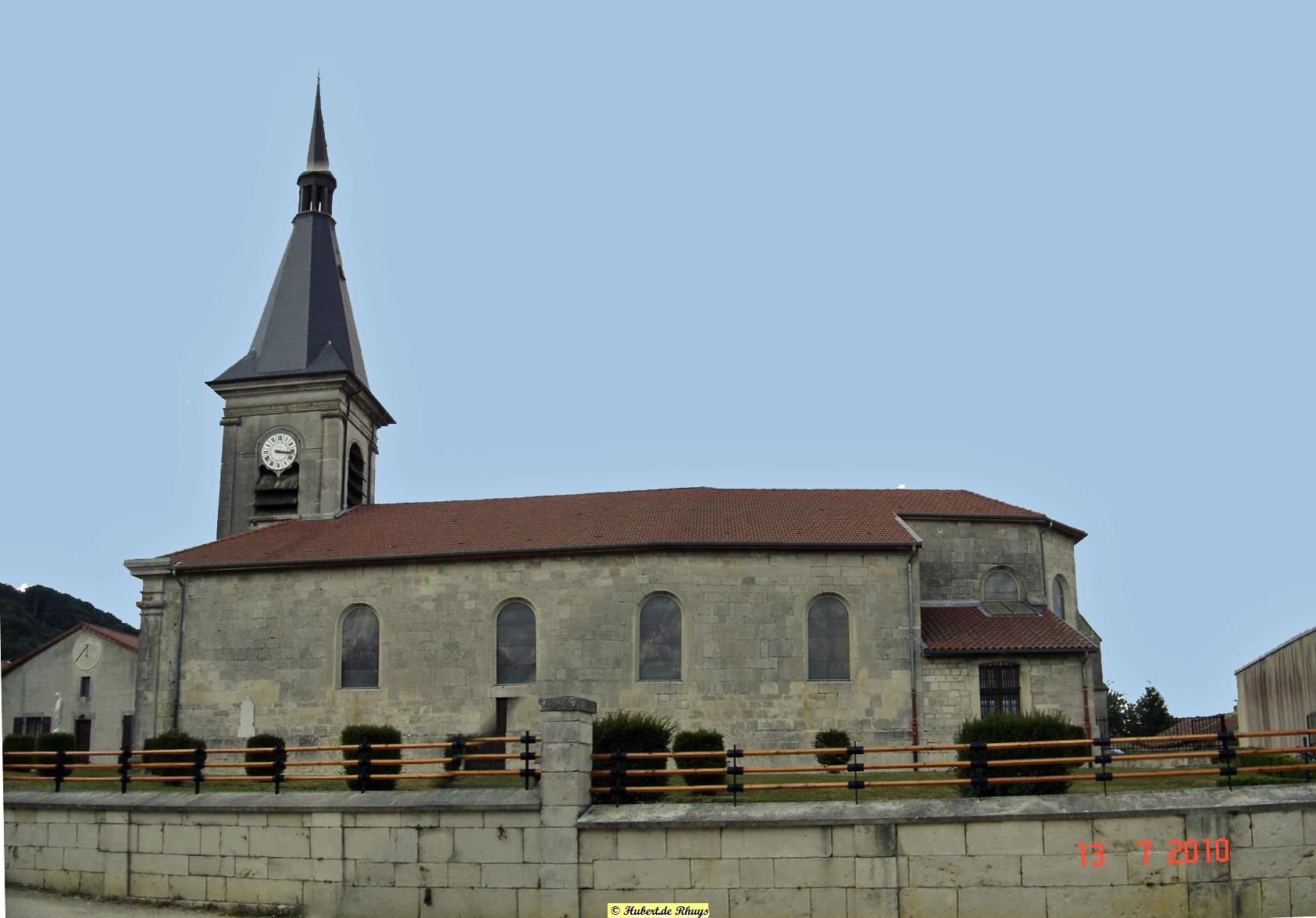
L'église Saint-Germain-d'Auxerre.
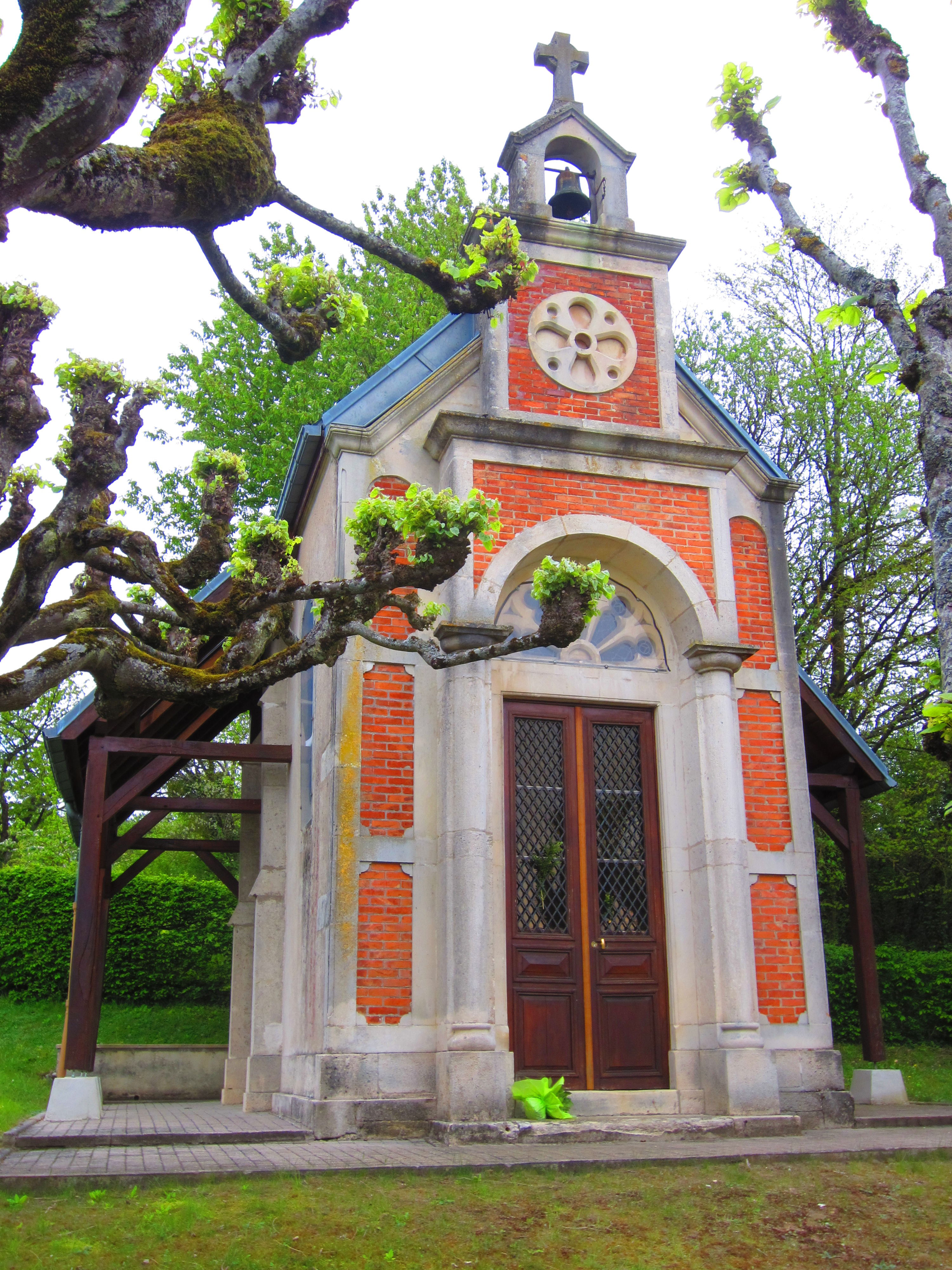
La chapelle Notre-Dame-de-Lourdes.
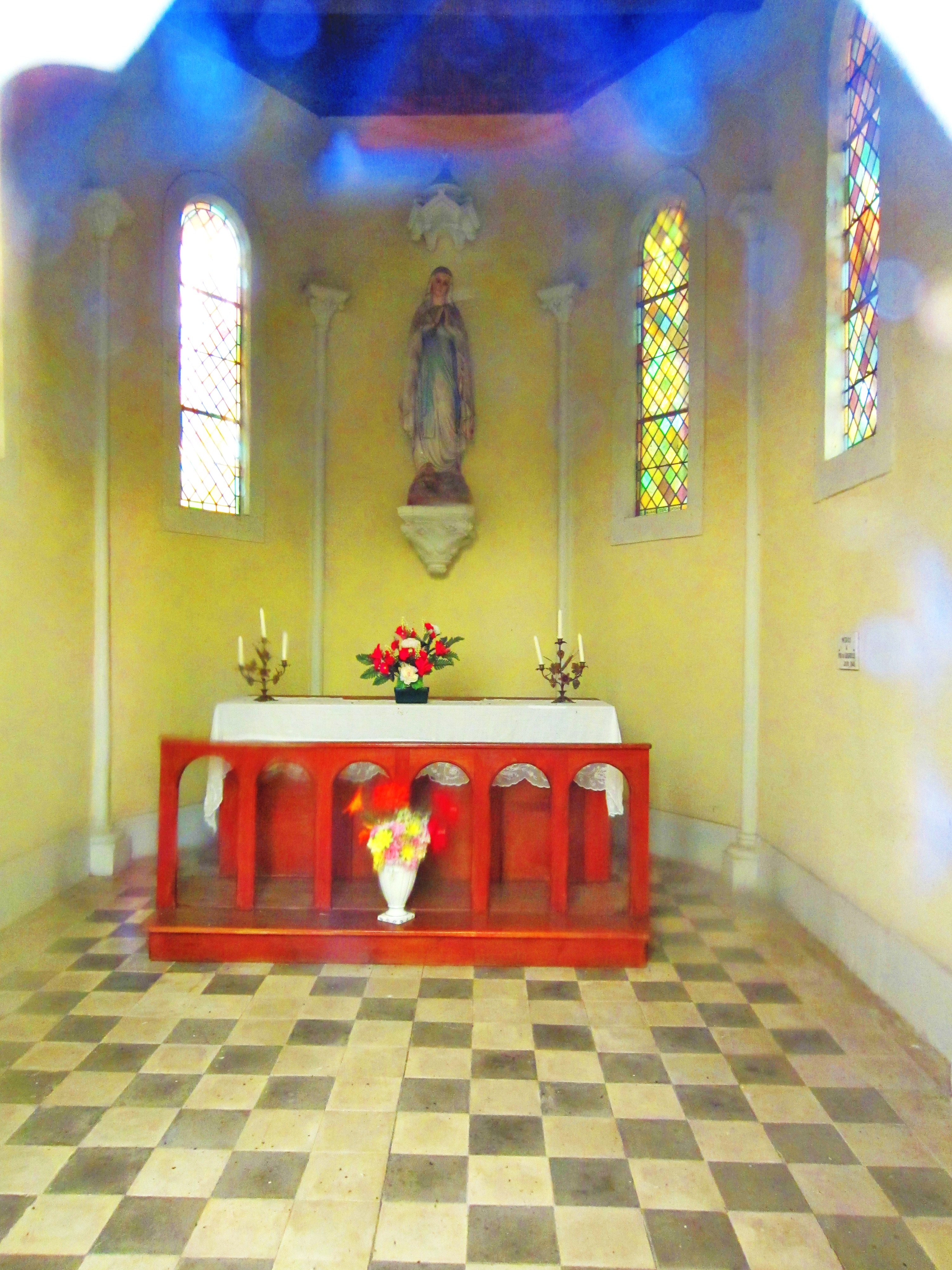
L'intérieur de la chapelle.Notre-Dame de Lourdes.

#### Autres lieux
- Le gayoir.

### Personnalités liées à la commune
- Robert des Anchérins du Trougnon (1448), prévôt du Trougnon. Marié en 1482 à Colette de Xonot, Dame de Saint Maurice sous les Côtes (Trougnon était l'ancien nom de la commune d'Heudicourt-sous-les-Côtes).
- Famille de Sublet d'Heudicourt, qui donna ce nom à la commune (1737).

### Héraldique
| Blason de Heudicourt-sous-les-Côtes | Blason  | Écartelé : aux 1er et 4e d'argent à la croix engrelée de gueules, aux 2e et 3e d'azur au pal bretessé d'or chargé d'une vergette de sable. |
| Blason de Heudicourt-sous-les-Côtes | Détails | Devise : « si fractus illabur orbis » (il verrait l'Univers s'écrouler sous ses pas).                                                      |

### Heudicourt-sous-les-Côtes dans la fiction
- 2012 : Main dans la main, film de Valérie Donzelli.